# Napolioni Bolaca
Napolioni Bolaca (Lauwaki, 20 oktober 1996) is een Fijisch rugbyspeler.

## Carrière
Bolaca won met de ploeg van Fiji tijdens de Olympische Zomerspelen van Tokio de gouden medaille. Bolaca was samen met Jiuta Wainiqolo de topscorer van de Olympische ploeg met 25 punten, Bolaca scoorde tien conversies en één try. 

## Erelijst

### Met Fiji
- Olympische Zomerspelen:  2021